# Eroberung von Jerusalem (597 v. Chr.)

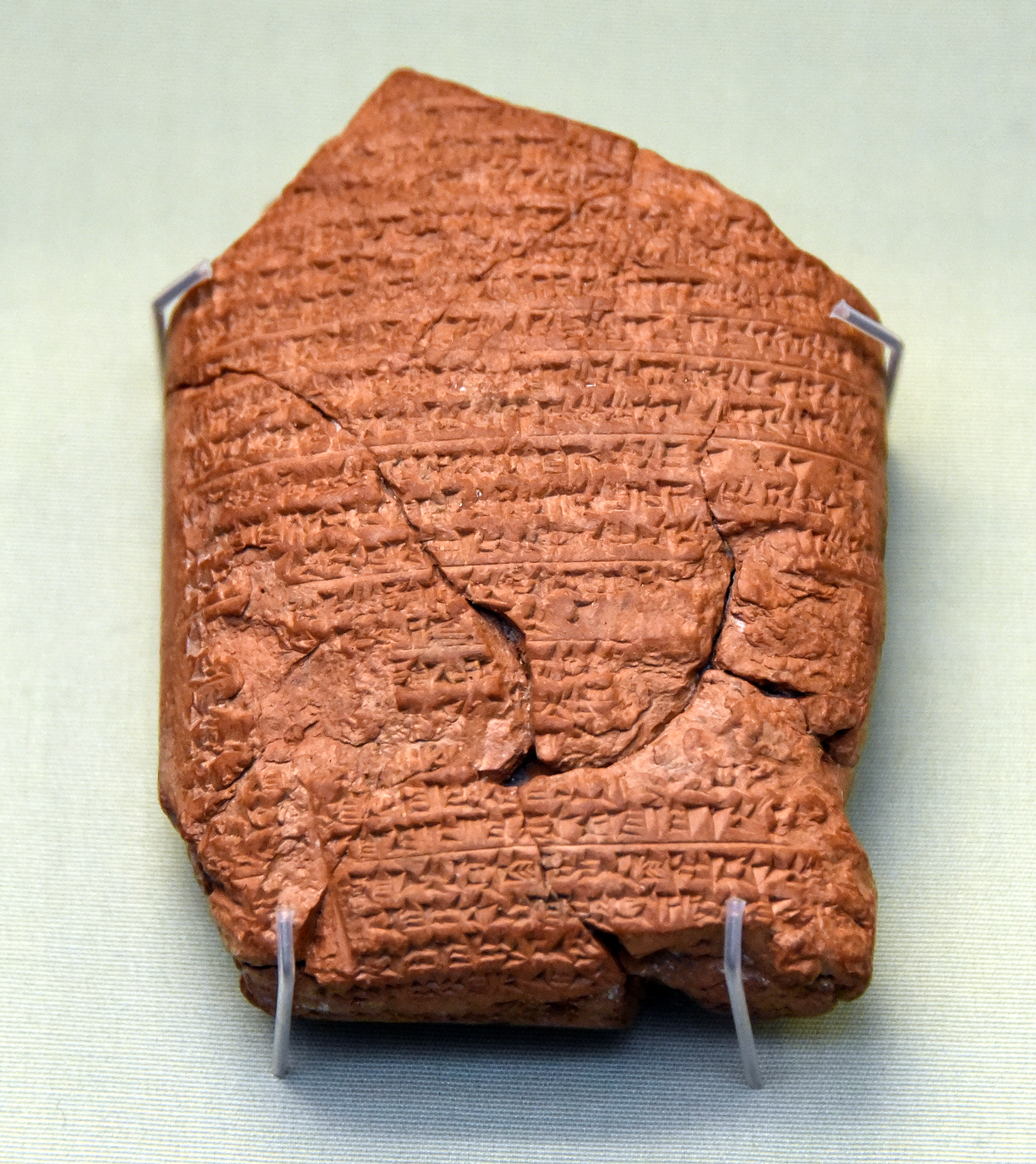
Babylonische Chronik für die Jahre 605–594: Eroberung Jerusalems und Unterwerfung Jojachins (Tontafelfragment, Fundort Babylon, British Museum)

Die Eroberung von Jerusalem am 16. März 597 v. Chr war die erste  überlieferte Einnahme der Stadt durch den babylonischen König Nebukadnezar II.

## Der babylonisch-ägyptische Konflikt
Unter assyrischer Oberherrschaft war die Bevölkerung der alten und einst selbständigen Stadtstaaten Ur, Uruk, Nippur, Dilbat, Barsip, Kiš, Kutê, Sippar und Bābili (Babylon) mit Stammesgesellschaften (vor allem Aramäer und Chaldäer) im Umland der Städte zu einer Bevölkerungsgruppe verschmolzen, die ein Zusammengehörigkeitsgefühl als Babylonier entwickelte. Mit Hilfe der Meder erkämpften die Babylonier unter Nabopolassar ihre Unabhängigkeit von Assyrien. Das Gebiet westlich des Euphrat (Land Hattû) war nun Interessengebiet sowohl Ägyptens als auch Babyloniens. Aus babylonischer Perspektive war die Kontrolle über dieses Territorium wirtschaftlich höchst attraktiv, hatte doch das eigene Kernland beim Kampf gegen die Assyrer gelitten. Von den Kleinkönigreichen des Landes Hattû ließ sich Tribut eintreiben, es bot Zugang zum Seehandel und zum Handel mit den arabischen Stämmen. Attraktive Ressourcen waren Bauholz und Stein, die in Mesopotamien knapp waren. Strategisch war es unerlässlich, das Land Hattû aus dem ägyptischen Einflussbereich zu lösen. Sonst war stets mit antibabylonischen Koalitionen der Kleinkönige zu rechnen, die von Ägypten aus unterstützt wurden. Im Jahr 609 v. Chr. begann der direkte Konflikt zwischen dem neubabylonischen und dem ägyptischen Reich. Seitens der Babylonier war beabsichtigt, die Küstenstraße (Via Maris) unter Kontrolle zu bringen und auf diesem Weg nach Ägypten selbst vorzustoßen.

## Die Levante: vom ägyptischen in den babylonischen Machtbereich
Beide Konfliktparteien betrieben großen Aufwand, um die Stadt Harran und damit das assyrische Restreich in Nordsyrien zu kontrollieren. Der Fall Harrans war gleichbedeutend mit dem Ende des Assyrischen Reichs; Pharao Necho II. unternahm daher zwei Feldzüge, um die assyrische Verteidigung Harrans gegen die angreifenden Babylonier zu unterstützen. Dabei ließ er Ribla als Stützpunkt ausbauen und stärkte so die ägyptische Präsenz in Zentral- und Nordsyrien. Das Südreich Juda lag in der ägyptischen Einflusszone: König Joschija war bei Megiddo gefallen, sein Sohn Joahas wurde von Necho abgesetzt und nach Ägypten deportiert. Necho installierte Jojakim, einen Sohn Joschijas, der bei der Thronfolge übergangen worden war, als neuen König in Jerusalem. Den hohen Tribut, den Necho von ihm forderte, legte Jojakim als Steuer auf das ganze Land um (2 Kön 23,34–36 ).
Im Sommer 609 kam es zur Schlacht um Harran, die mit dem Rückzug der verbündeten assyrisch-ägyptischen Heere endete. Nabupolassar wandte sich nun nordwärts und brachte das bergige Grenzgebiet zum Königreich Urartu unter seine Herrschaft, wohl in der Absicht, einem Vorstoß Urartus in das von Assyrien hinterlassene Machtvakuum zuvorzukommen. Der nächste Feldzug führte das babylonische Heer an den Ufern des Tigris entlang, und der dritte Feldzug im Sommer 607 galt dem mittleren Euphratgebiet. Nabupolassar leitete ihn gemeinsam mit seinem Sohn Nabū-kudurrī-uṣur, kehrte dann aber nach Babylon zurück und überließ dem Kronprinzen zeitweilig die Leitung. Das babylonische Heer überquerte im Herbst 607 den Euphrat und belagerte die Stadt Kimuḫu, die im Dezember fiel. Eine babylonische Garnison in Kimuḫu diente nun als Brückenkopf auf dem westlichen Euphratufer und bedrohte die ägyptische Garnison in Karkemiš. Die ägyptische Reaktion erfolgte schnell: im Frühjahr oder Frühsommer des Jahres 606 belagerte ein ägyptisches Heer die Stadt Kimuḫu und nahm sie ein. Nabupolassar griff nicht ein, um seine Garnison zu verteidigen; möglicherweise scheute er die Euphratüberquerung mit einem großen Heer, während das Westufer von den Ägyptern gehalten wurde. Im Herbst 606 überquerte das babylonische Heer dann doch den Euphrat, eroberte mehrere Orte südlich von Kimuḫu und schuf sich so einen neuen Brückenkopf. Es wurde aber von den in Karkemisch stationierten ägyptischen Truppen zurückgeschlagen. Im Sommer 605 griff das babylonische Heer unter dem Kronprinzen Nabū-kudurrī-uṣur Karkemiš an, die wichtigste ägyptische Festung am Euphratufer. Die Schlacht bei Karkemiš endete mit einem klaren babylonischen Sieg. Er wurde noch dadurch verstärkt, dass die Ägypter die Provinz Hamat, wohin sie sich zurückzogen, nicht halten konnten. Auch Hamat fiel an die Babylonier. Ägypten gab die Levante auf und beeilte sich, die eigene Landesgrenze zu befestigen. Als Nabupolassar im Herbst 605 starb, hatte das Neubabylonische Reich in der Levante die Nachfolge des Assyrischen Reichs angetreten: Es hatte die Oberherrschaft über das ganze Land Hattû. Konkret hieß das für Juda, dass die Neubabylonier, ebenso wie zuvor die Ägypter, Festungen und Kontrollpunkte mit griechischen Söldnern besetzten, die von den Vasallen unterhalten werden mussten; ein Beispiel ist die durch Grabungen bekannte kleine Festung Mezad Chaschavjahu an der Mittelmeerküste.

## Eroberung von Aschkelon
Nabū-kudurrī-uṣur trat Ende 605 die Nachfolge seines Vaters an. Schon im Folgejahr traf er Maßnahmen, die effektive Kontrolle des Land Hattû zu verstärken; Ribla wurde zum Verwaltungszentrum ausgebaut. Als das babylonische Heer 604/603 in Südsyrien und Palästina erschien, unterwarfen sich die lokalen Kleinkönige und zahlten Tribut. Eine Ausnahme war der König von Aschkelon an der Mittelmeerküste, der wohl damit rechnete, das nahegelegene Ägypten werde sein kleines Territorium schützen. Nabū-kudurrī-uṣur nahm Aschkelon Ende 604 ein; der Termin war so gewählt, dass Ägypten witterungsbedingt keine Hilfe auf dem Seeweg schicken konnte. Der babylonische Herrscher ließ ein Exempel statuieren; die Stadt wurde geplündert und dem Erdboden gleichgemacht, viele Einwohner, darunter der König selbst, wurden in Gefangenschaft geführt. Administrativ wurde das Gebiet von Aschkelon dem benachbarten Aschdod zugeschlagen. Ansonsten vertrauten die Babylonier offensichtlich darauf, dass die militärisch schwachen Kleinstaaten in der Region im eigenen Interesse loyal bleiben würden. Ein Ausdruck dieser Politik war es, dass sie König Jojakim von Juda im Amt ließen, obwohl er als ägyptischer Vasall in dieses Amt gekommen war. „Dieser Schritt, der für die Babylonier wohl nicht ungewöhnlich war, ging von der Annahme aus, dass ein König, der realistisch genug gewesen war, um das ägyptische Joch zu akzeptieren, auch Realist genug sein würde, um sich der babylonischen Herrschaft zu unterwerfen.“

## Scheitern des babylonischen Ägypten-Feldzugs
Aber so lange Ägypten ein starker Nachbar blieb, konnte sich Nabū-kudurrī-uṣur der Herrschaft über das Land Hattû nicht sicher sein. Er plante die Eroberung Ägyptens und bereitete diesen Feldzug langfristig vor. Im November/Dezember 601 stieß das babylonische Heer durch den Nordsinai in Richtung auf das Nildelta vor, wurde aber geschlagen und musste sich zurückziehen. Beide Seiten hatten große Verluste erlitten. Die Kontrolle Babyloniens über das Land Hattû lockerte sich nach dieser schweren Niederlage. Infolgedessen standen die lokalen Kleinkönige vor der Frage, ob sie loyal bleiben oder sich besser nach Ägypten orientieren sollten.

## Eroberung von Jerusalem
Im Dezember 598/Januar 597 brachte die babylonische Armee das Land Hattû wieder unter ihre Kontrolle; die babylonische Chronik hebt als zentrales Ereignis die Eroberung Jerusalems, bezeichnet als „Stadt von Juda“ (URU ia-a-ḫu-du), hervor. Während der Belagerung starb König Jojachim, wie es scheint, eines natürlichen Todes. Sein Sohn und Nachfolger Jojachin unterwarf sich unverzüglich den Babyloniern und rettete dadurch den Bestand seines kleinen Königtums. Die Babylonier plünderten zwar die Stadt und nahmen viele Gefangene, aber sie beließen die Davids-Dynastie an der Macht und verzichteten auf die Zerstörung Jerusalems. Nabū-kudurrī-uṣur setzte Jojachin ab und installierte dessen Onkel Mattanja auf dem Jerusalemer Thron, welcher sich nun Zidkija nannte. Aus babylonischer Sicht war diese Regelung geeignet, um das Reich Juda in einem stabilen Untertanenverhältnis zu halten: das Land war zwar wirtschaftlich sehr geschwächt, aber die Verwaltungsstrukturen noch intakt; König Zidkija wusste, wem er seine Königswürde verdankte; dass sein Neffe Jojachin im babylonischen Exil lebte, stellte ein zusätzliches Druckmittel dar.

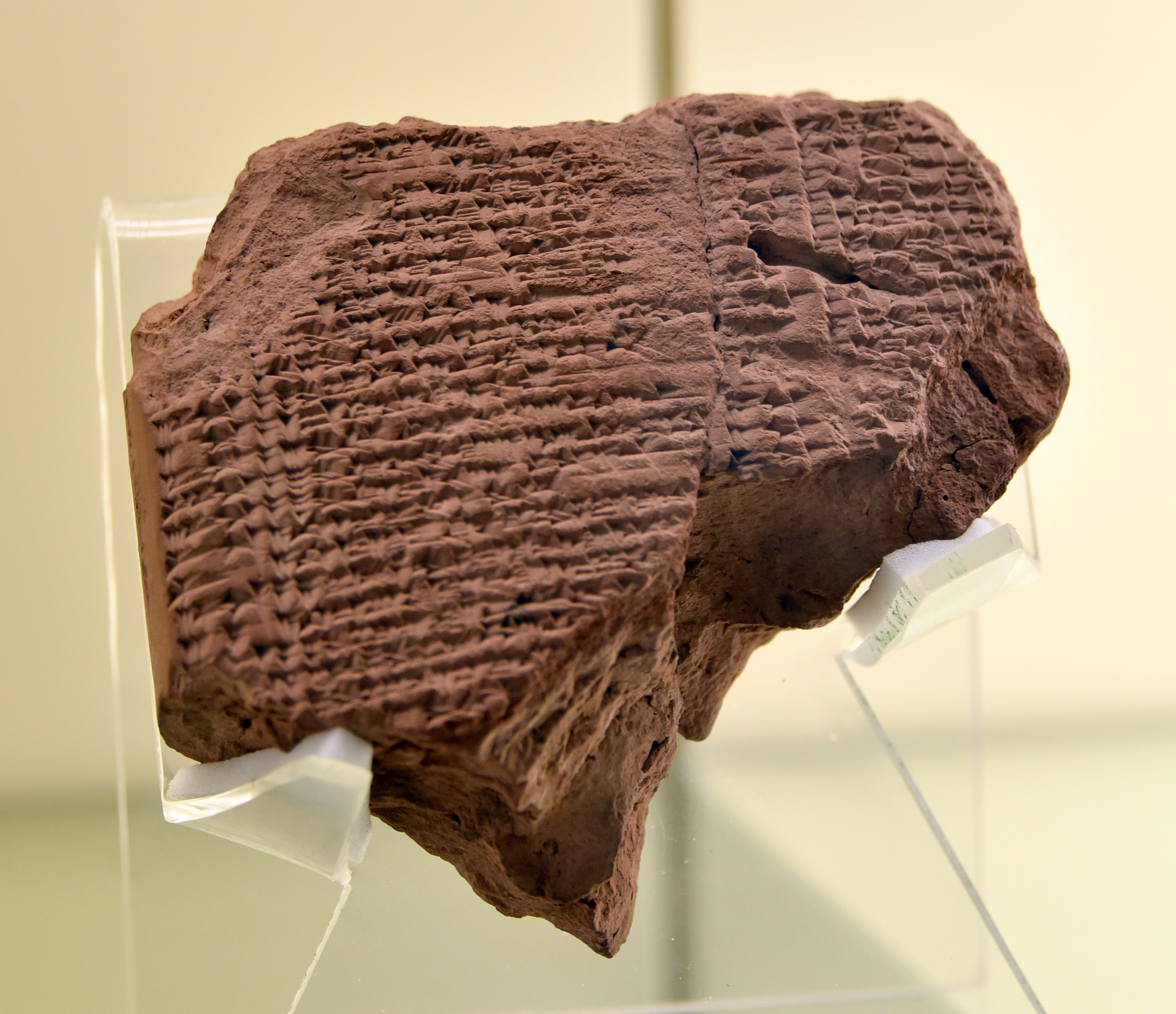
Liste von Lebensmittelrationen für Jojachin von Juda und sein Gefolge (Tontafelfragment, Fundort Babylon, Vorderasiatisches Museum Berlin)

### Monographien
- Ernst Axel Knauf, Hermann Michael Niemann: Geschichte Israels und Judas im Altertum. De Gruyter, Berlin/Boston 2021.
- Oded Lipschits: The Fall and Rise of Jerusalem: Judah under Babylonian Rule. Eisenbrauns, Winona Lake 2005.
- David Steven Vanderhooft: The Neo-Babylonian Empire and Babylon in the Latter Prophets (= Harvard Semitic Monographs, Band 59). Scholars Press, Atlanta 1999.

### Artikel
- Erasmus Gaß: Nebukadnezzar ante portas: Zu den babylonischen Interessen in der südlichen Levante. In: Zeitschrift für die Alttestamentliche Wissenschaft, Band 129 (2016), S. 247–266.
- Martin Noth: Die Einnahme von Jerusalem im Jahre 597 v. Chr. In: Zeitschrift des Deutschen Palästina-Vereins 74/2 (1958), S. 133–157.
- Udo Worschech: War Nebukadnezar im Jahre 605 v. Chr. vor Jerusalem? In: Biblische Notizen, Band 36 (1987), S. 57–63.